# Jeffries Wyman

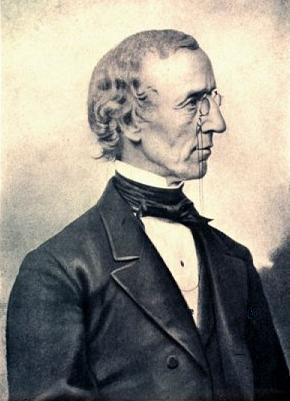
Jeffries Wyman

Jeffries Wyman (* 11. August 1814; † 4. September 1874) war ein US-amerikanischer Naturwissenschaftler und Anatom.
Sein Studium an der Harvard Medical School schloss er 1837 ab. Er wurde 1839 zum Kurator des Lowell Institute, Boston ernannt und war diesem Institut bis 1842 verbunden. Das Lowell Institut ermöglichte ihm, 1841 bis 1842 in Europa zu studieren. Zu seinen Lehrern in London zählte unter anderem Richard Owen. Der Lehrstuhl an der Harvard Medical School, auf den Jeffries Wyman gehofft hatte, ging allerdings an Asa Gray.
1843 wurde er zum Professor für Anatomie und Physiologie am Hampden-Sydney College, Richmond, Virginia berufen und in die American Academy of Arts and Sciences gewählt, 1863 gehörte er zu den Gründungsmitgliedern der National Academy of Sciences.
Eine Reihe von Briefen, die er zwischen 1842 und 1848 an seinen Bostoner Freund und Kollegen David Humphreys Storer schrieb, belegen jedoch seine Unzufriedenheit mit der Lehreinrichtung und seinem Leben in den Südstaaten.
Die Berufung auf einen Lehrstuhl für Anatomie am Harvard College erfolgte 1847. Er hielt diese Aufgabe bis zu seinem Tode inne. Er wurde außerdem der erste Kurator des Peabody Museum of Archaeology and Ethnology im Jahre 1866. Zu seinen Schwerpunkten zählte die Vergleichende Anatomie und er veröffentlichte mehr als 70 wissenschaftliche Schriften. Im Jahre 1858 war er Präsident der American Association for the Advancement of Science.